# Xã Hay Brook, Quận Kanabec, Minnesota
Xã Hay Brook (tiếng Anh: Hay Brook Township) là một xã thuộc quận Kanabec, tiểu bang Minnesota, Hoa Kỳ. Năm 2010, dân số của xã này là 246 người.